# Province du Brabant flamand
Pour les articles homonymes, voir Brabant.
Le Brabant flamand (en néerlandais : Vlaams-Brabant) est une province de Belgique située en Région flamande.
Elle est située au centre de la Belgique et est placée sous la tutelle de la Région flamande.
La province du Brabant flamand (ou province de Brabant flamand) est née de la scission de l'ancienne province de Brabant, la mise en œuvre de cette scission a été opérée par un accord de coopération signé le 30 mai 1993 entre l'État fédéral, les trois régions et les communautés française et flamande.
La naissance officielle de la province du Brabant flamand est consacrée le 1er janvier 1995. Elle est donc la plus jeune province belge (avec le Brabant wallon).

## Géographie
Au centre-sud de la Région flamande, le Brabant flamand couvre le nord de l'ancienne province de Brabant, à l'exception de la région de Bruxelles-Capitale. Son chef-lieu est Louvain, situé au centre-est. Il est traversé du sud vers le nord par la Senne et la Dyle, des rivières du bassin versant de l'Escaut.
|                                        | Province d'Anvers |                   |
| Flandre-Orientale                      | Brabant flamand   | Limbourg          |
| Hainaut                                | Brabant wallon    | Province de Liège |
| Enclave : Région de Bruxelles-Capitale |                   |                   |

### Arrondissements administratifs
La province de Brabant flamand comprend deux arrondissements administratifs, celui de Hal-Vilvorde et celui de Louvain.

### Arrondissement judiciaire
La Province de Brabant flamand ne comprend pas d'arrondissement judiciaire. Elle dépend de celui de Bruxelles, les arrondissements de Bruxelles (Bruxelles-Hal-Vilvorde), de Louvain et celui de Brabant wallon ayant été fusionnés en un seul arrondissement judiciaire.

### Les communes du Brabant flamand

#### Arrondissement de Hal-Vilvorde
L'arrondissement de Hal-Vilvorde (Halle-Vilvoorde) est composé des 35 communes suivantes :
- A : Affligem, Asse.
- B : Beersel, Biévène (néerlandais : Bever).
- D : Dilbeek, Drogenbos.
- G : Gammerages (néerlandais : Galmaarden), Gooik, Grimbergen.
- H : Hal (néerlandais : Halle), Hérinnes, Hoeilaart.
- K : Kampenhout, Kapelle-op-den-Bos, Kraainem
- L : Leeuw-Saint-Pierre (néerlandais : Sint-Pieters-Leeuw), Lennik, Liedekerke, Linkebeek, Londerzeel.
- M : Machelen, Meise, Merchtem.
- O : Opwijk, Overijse.
- P : Pepingen.
- R : Rhode-Saint-Genèse (néerlandais : Sint-Genesius-Rode), Roosdaal.
- S : Steenokkerzeel.
- T : Ternat.
- V : Vilvorde (néerlandais : Vilvoorde).
- W : Wemmel, Wezembeek-Oppem.
- Z : Zaventem, Zemst.

Sept communes de l'arrondissement de Hal-Vilvorde sont des communes à facilités linguistiques pour les francophones, six sont dans la périphérie bruxelloise (Drogenbos, Kraainem, Linkebeek, Rhode-Saint-Genèse, Wemmel et Wezembeek-Oppem) et une en dehors (Biévène).

#### Arrondissement de Louvain
L'arrondissement de Louvain (Leuven), situé à l'est de la Région de Bruxelles-Capitale, est composé des 30 communes suivantes :
- A : Aarschot.
- B : Begijnendijk, Bekkevoort, Bertem, Bierbeek, Boortmeerbeek, Boutersem.
- D : Diest.
- G : Geetbets, Glabbeek.
- H : Haacht, Herent, Hoegaarden, Holsbeek, Huldenberg.
- K : Keerbergen, Kortenaken, Kortenberg.
- L : Landen, Zoutleeuw (Léau), Linter, Leuven (Louvain), Lubbeek.
- M : Scherpenheuvel-Zichem (Montaigu-Zichem).
- R : Rotselaar.
- T : Tervuren, Tielt-Winge, Tienen (Tirlemont), Tremelo.
- O : Oud-Heverlee.

## Langues
- > 80% de francophone
- 50 à 80% de francophone
- 20 à 50% de francophone
- 5 à 20% de francophone

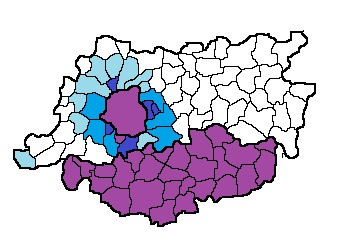
Part de francophone dans l'ancienne province du Brabant.
> 80% de francophone
50 à 80% de francophone
20 à 50% de francophone
5 à 20% de francophone
Sources,,.

Outre le néerlandais, le français est parlé au quotidien dans la province du Brabant flamand. C'est aussi la province la plus francophone de Flandre avec une estimation de 166 456 francophones en 2009. En 2020, il y avait 24,4% des flamands brabançons qui avaient le français comme langue maternelle.

## Politique
Le conseil provincial est élu le même jour que les conseils communaux. La répartition des 36 élus était la suivante en octobre 2018 : 10 N-VA, 7 CD&V, 5 OpenVLD, 6 Groen, 3 SP.A, 3 Vlaams Belang et  2 Union des Francophones.
L'exécutif provincial, la « députation », composée de 4 membres (1 N-VA, 2 CD&V et 1 OpenVLD), est basé sur une coalition entre les trois partis traditionnels N-VA, CD&V et OpenVLD, soit une majorité de 22 sièges sur 36. Il est présidé par le gouverneur, nommé à vie, depuis la création de la province en 1995 jusqu'au 31 août 2020, le socialiste Lode(wijk) De Witte.
Il existe par ailleurs dans la province du Brabant flamand un gouverneur adjoint, commissaire du gouvernement fédéral dont le rôle est, pour les communes à statut spécial, de vérifier l'application des lois et règlements sur l'emploi des langues en matière administrative et scolaire). Entre 1995 et 2005, le gouverneur adjoint était Guy Desolre (PS, ancien dirigeant de la IVe Internationale).

### Gouverneurs
|   | Gouverneur               | Durée du mandat | Durée du mandat | Parti | Parti |
| 1 | Lodewijk De Witte (1954) | 1995            | 2020            |       | sp.a  |
| 2 | Jan Spooren (1969)       | 2020            | aujourd'hui     |       | N-VA  |

#### Gouverneur adjoint
L'adjoint du gouverneur supervise les droits linguistiques des francophones dans les six communes à facilités autour de Bruxelles. Ce sont Drogenbos, Kraainem, Linkebeek, Rhode-Saint-Genèse, Wemmel et Wezembeek-Oppem.
|   | Adjoint                 | Durée du mandat | Durée du mandat | Parti | Parti |
| 1 | Guy Desolre (1939-2016) | 1995            | 2005            |       | PS    |
| 2 | Valérie Flohimont       | 2005            | aujourd'hui     |       | PS    |

### Conseil provincial et députation

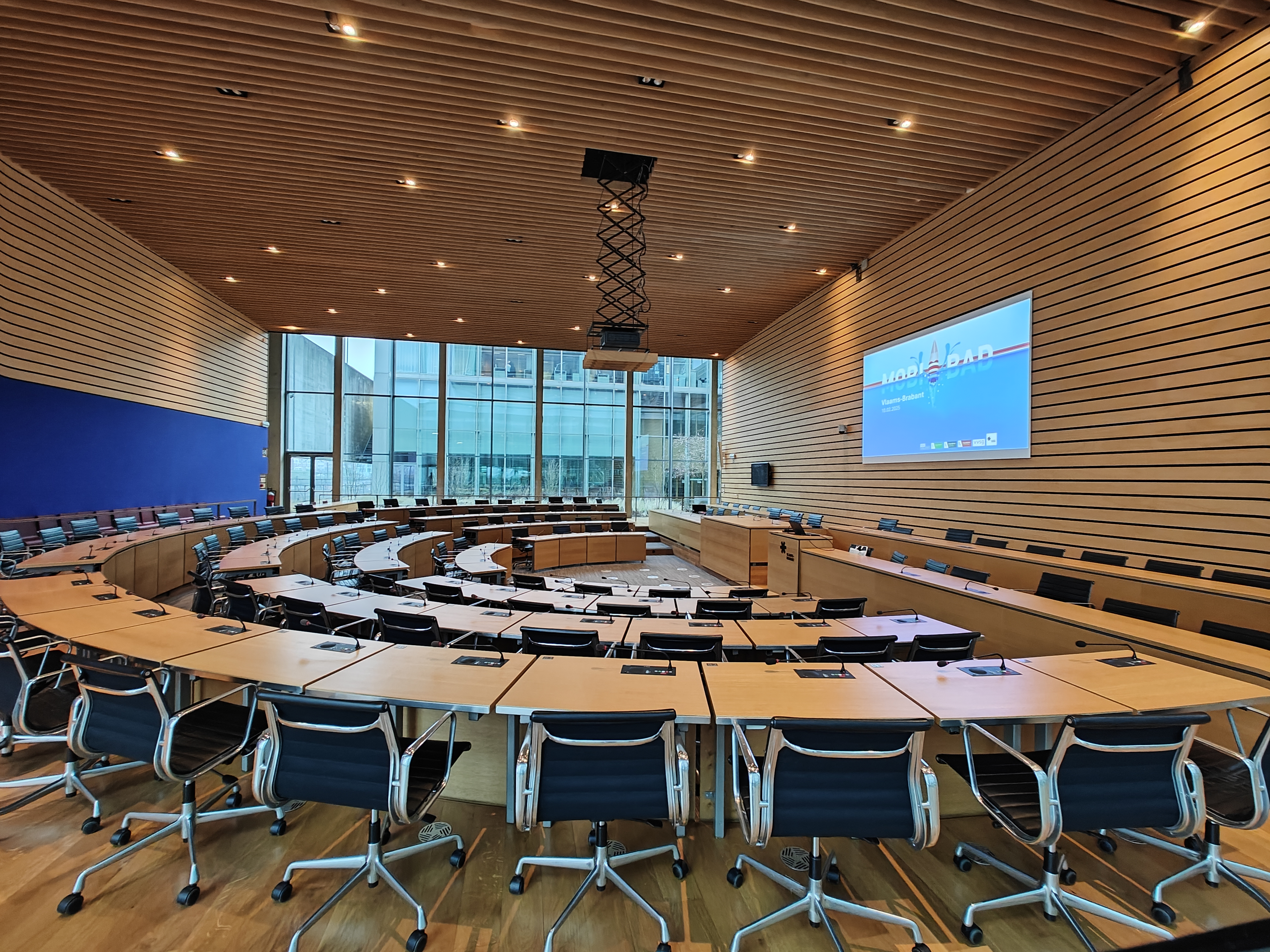
La salle du Conseil provincial

Le conseil provincial du Brabant flamand est élu au suffrage direct tous les six ans, pour la première fois lors des élections du 9 octobre 1994. La gestion quotidienne est entre les mains de la députation du conseil provincial. Il se compose de membres élus par le conseil provincial et est présidé par le gouverneur, qui est nommé par le gouvernement flamand.

#### Législature 2018-2024
|       |          |         |       |               |         |     |
| Parti | Parti    | Voix    | %     | +/-           | Sièges  | +/- |
|       | N-VA     | 178 950 | 25,4  | 0,4           | 10 / 36 | 9   |
|       | CD&V     | 124 223 | 17,6  | 1,9           | 7 / 36  | 8   |
|       | Open Vld | 109 025 | 15,4  | 1,4           | 5 / 36  | 8   |
|       | Groen    | 106 741 | 15,1  | 5,5           | 6 / 36  | 1   |
|       | sp.a     | 63 688  | 9,0   | 3,1           | 3 / 36  | 5   |
|       | VB       | 60 753  | 8,6   | 1,9           | 3 / 36  | 2   |
|       | UF       | 38 131  | 5,4   | 1,7           | 2 / 36  | 3   |
|       | PVDA     | 16 102  | 2,3   | 1,1           | 0 / 36  | 0   |
|       | Autres   | 8 245   | 1,2   | en stagnation | 0 / 36  | 0   |
| Total | Total    | 708 858 | 100,0 |               | 36      | 36  |

Après la réforme de 2017, le conseil provincial ne compte plus que 36 membres, qui ont été élus le 14 octobre 2018 dans deux circonscriptions électorales : Hal-Vilvorde (20 sièges) et Louvain (16 sièges) ). Linda De Dobbeleer-Van den Eede est la présidente du conseil provincial.
La délégation se compose de 4 membres et est formée par une coalition de N-VA, Open Vld et CD&V:
| Nom             | Parti | Parti    | Fonction et compétences |
| --------------- | ----- | -------- | --- |
| Monique Swinnen |       | CD&V     | Député Tourisme, Produits régionaux, Agriculture, Centres de pratique Pamel & Herent, Campagne, Europe, Finance, Registre et protocole |
| Tom Dehaene     |       | CD&V     | Député Patrimoine, Mobilité, PIVO, Internationalisation, Permis d'environnement, Bien-être au travail, Région intelligente, Centre d'aide aux données et analyses, Voies de quartier et piétonnes, Service juridique, Comité provincial de promotion du travail et politique d'information                           |
| Ann Schevenels  |       | Open VLD | Député Économie et innovation, Fonds européen de développement régional, Aménagement du territoire, VERA, Sécurité informatique et de l'information, Service de prêt, Domaines provinciaux et de loisirs et Permis environnementaux                                                                                  |
| Bart Nevens     |       | N-VA     | Député Éducation, Permis environnementaux, Communication, Politique flamande, Cours d'eau, Logement, Vlabinvest, Environnement et développement durable, Bien-être animal, Personnel et questions disciplinaires, organisation et planification, services sociaux, bâtiment et patrimoine, gestion des installations |

#### Législature 2012-2018
| Parti | Parti    | Voix    | %     | +/-  | Sièges  | +/-           |
| ----- | -------- | ------- | ----- | ---- | ------- | ------------- |
|       | N-VA     | 177 202 | 25,8  | Nv.  | 19 / 72 | 19            |
|       | CD&V     | 133 795 | 19,5  | Nv.  | 15 / 72 | 15            |
|       | Open Vld | 115 291 | 16,8  | 2,4  | 13 / 72 | 4             |
|       | sp.a     | 82 897  | 12,1  | 4,1  | 8 / 72  | 6             |
|       | Groen    | 66 038  | 9,6   | 1,1  | 7 / 72  | en stagnation |
|       | UF       | 48 920  | 7,1   | 0,8  | 5 / 72  | 1             |
|       | VB       | 46 128  | 6,7   | 11,5 | 5 / 72  | 10            |
|       | PVDA     | 8 370   | 1,2   | 0,9  | 0 / 72  | en stagnation |
|       | Autres   | 8 952   | 1,2   |      | 0 / 72  |               |
| Total | Total    | 687 593 | 100,0 |      | 72      | 12            |

Le conseil provincial disposait de 72 sièges, élus le 14 octobre 2012 dans la circonscriptions de Hal, Vilvorde, Louvain, Diest et Tirlemont. An Hermans (CD&V) était présidente du conseil provincial durant la première moitié de la législature, Chris Taes (CD&V) durant la seconde moitié.
CD&V-sp.a-Open Vld-Groen.:
- Monique Swinnen (CD&V)
- Ann Schevenels (Open Vld)
- Marc Florquin (sp.a)
- Tom Dehaene (CD&V)
- Tie Roefs (Groen)
- Walter Zelderloo (Open Vld)

## Démographie

### Évolution démographique de la province depuis sa création
Nomdre d'habitants: x 1.000
- Source: DGS  nombre d'habitants chaque 1 janvier[1]

### Évolution démographique historique de la province
Les chiffres des années 1831 à 1990 tiennent compte des communes dans les limites de la province actuelle.
- Source: DGS , de 1831 à 1981=recensements population; à partir de 1990 = nombre d'habitants chaque 1 janvier[1]

### Population par arrondissement
| Arrondissement              | 1990    | 1995    | 2000      | 2005      | 2010      | 2015      | 2020      | 2025      |
| --------------------------- | ------- | ------- | --------- | --------- | --------- | --------- | --------- | --------- |
| Hal-Vilvorde                | 533 719 | 549 163 | 558 220   | 572 697   | 593 455   | 617 330   | 643 766   | 673 503   |
| Louvain                     | 429 564 | 446 101 | 456 484   | 465 089   | 483 469   | 496 969   | 512 077   | 531 038   |
| Province de Brabant-Flamand | 963 283 | 995 264 | 1 014 704 | 1 037 786 | 1 076 924 | 1 114 299 | 1 155 843 | 1 204 541 |

### Population étrangère
| Nationalité                                           | Population |
| Roumanie                                              | 18 436     |
| Pays-Bas                                              | 11 667     |
| Italie                                                | 9 714      |
| France                                                | 8 757      |
| Pologne                                               | 8 643      |
| Espagne                                               | 7 352      |
| Portugal                                              | 7 148      |
| Ukraine                                               | 6 348      |
| Maroc                                                 | 4 544      |
| Allemagne                                             | 4 393      |
| Turquie                                               | 3 478      |
| Inde                                                  | 3 443      |
| Chine                                                 | 2 970      |
| Grèce                                                 | 2 656      |
| Bulgarie                                              | 2 555      |
| République démocratique du Congo                      | 2 488      |
| Royaume-Uni                                           | 2 150      |
| Brésil                                                | 1 877      |
| États-Unis                                            | 1 658      |
| Syrie                                                 | 1 532      |
| Source : IBSA Brussels, chiffres au 1er janvier 2024. |            |

## Sécurité et secours

### Commandants militaires[11]
Dans chaque province et dans la région Bruxelles-Capitale, il existe un commandement militaire, dont le rôle principal est d’assurer une collaboration optimale entre les autorités civiles et La Défense.
- 1er janvier 1995 - 24 mars 1995 : Col BEM R. Kellen
- 24 mars 1977 - 1er janvier 1996 : Col J.-C. Pochet
- 1er janvier 1996 - 1er janvier 1998 : LtCol BEM d'Avi A. Govaerts
- 1er janvier 1998 - 2 avril 2002 : LtCol R. Booghmans
- 2 avril 2002 - 5 septembre 2002 : Col Ir J. Rotsaert
- 5 septembre 2002 - 29 juin 2005 : LtCol BAM R. Verdonck
- 29 juin 2005 - 29 mars 2011 : Col BEM H. Roels
- 29 mars 2011 - 19 mars 2015 : LtCol BEM A. van Genechten
- 19 mars 2015 - 27 octobre 2017 : Col Avi J. Hillewaert, Ir
- 27 octobre 2017 - aujourd'hui : LtCol F. Plasschaert, Lic

### Police
Pour les services de police, la province est divisée en 27 zones de police :
| - 5388 PZ Leuven : Louvain - 5389 PZ Hageland : Bekkevoort, Geetbets, Glabbeek, Kortenaken et Tielt-Winge - 5390 PZ Lan : Landen, Linter et Léau - 5391 PZ Bierbeek/Boutersem/Holsbeek/Lubbeek : Bierbeek, Boutersem, Holsbeek et Lubbeek - 5392 PZ Tienen/Hoegaarden : Hoegaarden et Tirlemont - 5393 PZ Herko : Herent et Kortenberg - 5394 PZ Aarschot : Aarschot - 5395 PZ Haacht : Boortmeerbeek, Haacht et Keerbergen - 5396 PZ Demerdal-DSZ : Diest et Montaigu-Zichem - 5397 PZ Dijleland : Bertem, Huldenberg et Oud-Heverlee - 5398 PZ Tervuren : Tervueren - 5399 PZ BRT : Begijnendijk, Rotselaar et Tremelo - 5400 PZ Zaventem : Zaventem - 5401 PZ Wokra : Kraainem et Wezembeek-Oppem | - 5402 PZ Druivenstreek : Hoeilaart et Overijse - 5403 PZ Rode / ZP Rhode : Drogenbos, Linkebeek et Rhode-Saint-Genèse - 5404 PZ Beersel : Beersel - 5405 PZ Pajottenland : Biévène, Gammerages, Gooik, Herne, Lennik et Pepingen - 5406 PZ Dilbeek : Dilbeek - 5407 PZ Tarl : Affligem, Liedekerke, Roosdaal et Ternat - 5408 PZ Amow : Asse, Merchtem, Opwijk et Wemmel - 5409 PZ K-L-M : Kapelle-op-den-Bos, Londerzeel et Meise - 5410 PZ Grimbergen : Grimbergen - 5411 PZ Vilvoorde/Machelen : Machelen et Vilvorde - 5412 PZ Kastze : Kampenhout, Steenokkerzeel et Zemst - 5413 PZ Halle : Hal - 5414 PZ Sint-Pieters-Leeuw : Leeuw-Saint-Pierre |

### Pompiers

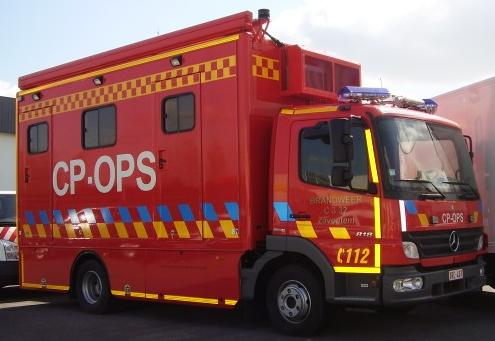
Véhicule poste de commandement opérationnel (CP-OPS) des pompiers de la caserne de Zaventem, dans la zone de secours Brabant Flamand Ouest.

En ce qui concerne les pompiers, la province est divisée en deux zones de secours :
- Brabant Flamand Est
- Brabant Flamand Ouest

### Protection civile
La province du Brabant flamand abrite une des six casernes de la protection civile belge, à Liedekerke.